# KP Warszawa
KP Warszawa – polski klub futsalowy z Warszawy. Od sezonu 1998/1999 do 2000/2001 występował w I lidze. Drużyna występowała także pod nazwami Żywiec Trade Warszawa i WP Warszawa. W sezonie 1998/1999 drużyna zajęła piąte miejsce w ekstraklasie.